# Roslyn Heights
Roslyn Heights est un village du Comté de Nassau, dans la banlieue nord-est de New York.
La population était de 6 577 habitants en 2010.

## Le nom
La partie Roslyn  de son nom est partagée avec Roslyn, Roslyn Estates et Roslyn Harbor, et remonte à l'époque où le nom  Roslyn  a été choisi pour ce village, car la géographie de Roslyn rappelait aux autorités celle de Roslin, en Écosse. La partie Heights de son nom reflète le nom de la partie de la zone développée sous le nom de Roslyn Heights, qui est finalement le nom que le bureau de poste de Roslyn Heights a choisi d'utiliser lors de sa création en 1913.
Historiquement, comme beaucoup d'autres parties de la région du Grand Roslyn, ce qui est maintenant connu sous le nom de Roslyn Heights s'appelait Hempstead Harbor jusqu'à ce que ce nom soit changé en Roslyn dans les années 1840.

## Géographie
Selon le Bureau du recensement des États-Unis, le CDP a une superficie totale de 3,9 km2 (1,5 mile carré), entièrement terrestre.
Roslyn Roslyn Heights est divisé entre trois zones de drainage mineures : Inner Hempstead Harbor (qui fait partie du bassin versant de Hempstead Harbor), Hempstead Lake et Mill River (les deux derniers faisant partie du bassin versant de Mill River), et est situé dans le plus grand bassin versant Long Island Sound/Océan Atlantique.
Selon l'Agence de protection de l'environnement des États-Unis et le Service géologique des États-Unis, le point le plus élevé de Roslyn Heights est situé à la limite nord de Roslyn sur Hillside Avenue, à environ 210 pieds (64 m), et le point le plus bas est situé près de sa limite sud-est, près du Wheatley Hills Golf Club, à environ 100-110 pieds (30-34 m),.

## Histoire
Roslyn Heights a connu un essor économique dans les années 1860, peu après la construction et l'ouverture de la branche Oyster Bay de la Long Island Rail Road .
À partir de 1892, une société a été créée pour développer la partie nord-ouest du hameau. Les membres de cette société de développement comprenaient des avocats, des banquiers et des promoteurs. Ce développement, qui fut nommé Roslyn Highlands, fut en grande partie un échec. Finalement, la partie ouest du projet Roslyn Highlands a été développée sous le nom de Roslyn Highlands, tandis que la partie est a été développée sous le nom de Roslyn Heights[4]. Ces noms ont été utilisés pour les sections respectives jusqu'à ce que toute la zone soit connue sous le nom de Roslyn Heights à la fin des années 1920.
Le 18 juillet 1913, le bureau de poste de Roslyn Heights a ouvert. Il a déménagé à son emplacement actuel, au 66 Mineola Avenue, en 1967, la cérémonie d'inauguration ayant eu lieu le dimanche 30 juillet 1967.
Dans les années 1950 et 1960, la zone de Roslyn Heights située au sud de la Northern State Parkway, connue sous le nom de Roslyn Country Club, a proposé de s'incorporer en tant que village, invoquant le désir d'un gouvernement local la première fois dans les années 1950 et leur mécontentement face aux projets du comté de Nassau d'élargir Roslyn Road la deuxième fois dans les années 1960. [Ces propositions n'ont finalement pas abouti, et l'ensemble de Roslyn Heights reste à ce jour un hameau non incorporé au sein de la ville de North Hempstead, qui le gouverne directement,.
Un important projet de rénovation urbaine a eu lieu dans la partie nord-est du hameau au cours du XXe siècle, plus précisément dans la zone autour de la gare Roslyn Long Island Rail Road, connue sous le nom de Roslyn Plaza. Le projet de rénovation urbaine de Roslyn Plaza a débuté au début des années 1970 et la phase finale a débuté en 1983. Ce projet a été réalisé par la ville de North Hempstead.

## Sources
- (en) Cet article est partiellement ou en totalité issu de l’article de Wikipédia en anglais intitulé « Roslyn Heights, New York » (voir la liste des auteurs).